# Diéma
Diéma è un comune rurale del Mali, capoluogo del circondario omonimo, nella regione di Kayes.
Il comune è composto da 16 nuclei abitati:
- Bilibani
- Bougoudéré Mahomet
- Bougoudéré Niandé
- Dampa
- Diéma
- Fangouné Bambara
- Fangouné Kagoro
- Fangouné Massassi
- Garambougou
- Guemou
- Kana
- Lacklal
- Madina-Maure
- Mambourké
- Nafadji
- Tinkaré